# درایه درخشش
درایه درخشش دختر محمد درخشش، استاد زبان و ادبیات فرانسه در دانشگاه هاوارد و استاد مهمان در دانشگاه جرج‌تاون در واشینگتن، دی.سی. است.

## زندگی
درایه درخشش فرزند دکتر محمد درخشش است که در دوران محمدرضا شاه پهلوی برای مدتی سمت وزیر فرهنگ را داشت. او از پنج سالگی در مدرسه فرانسوی تهران به آموختن زبان فرانسه پرداخت و از همان تصمیم گرفت این حرفه را دنبال کند.
درخشش از دانشگاه سوربون پاریس دانشنامه فوق لیسانس و دکتری خود را دریافت کرد. تحقیق و پژوهش وی به‌ویژه دربارهٔ ادبیات فرانسه در قرن نوزدهم و اوایل قرن بیستم است.

## تالیفات
درایه درخشش علاوه‌بر نوشتن چندین کتاب به‌زبان فرانسه از جمله «و زولا زن را آفرید»، «امابواری اسرارآمیز»، «شباهت‌های نوشته‌های صادق هدایت با آثار چند نویسنده فرانسه»، مؤلف ده‌ها مقاله و نقد کتاب نیز می‌باشد. او همچنین نخستین مترجم اشعار فروغ فرخزاد به زبان فرانسه است.
او درحال‌حاضر مشغول نوشتن کتاب جدیدی است با عنوان «سکوتی که می‌شکند». این کتاب بررسی و نگرشی فمینیستی به آثار سه تن از نویسندگان فرانسه زبان است.

## افتخارات
دولت فرانسه در بهمن ماه ۱۳۹۴ به خاطر موفقیت و خدمات فرهنگی در ترویج زبان، فرهنگ و ادبیات در سراسر جهان، درایه درخشش را شایسته دریافت نشان شوالیه هنر و ادب دانست که در اسفند ماه طی مراسمی در سفارت فرانسه در واشینگتن به دکتر درخشش اهدا شد.